# 551

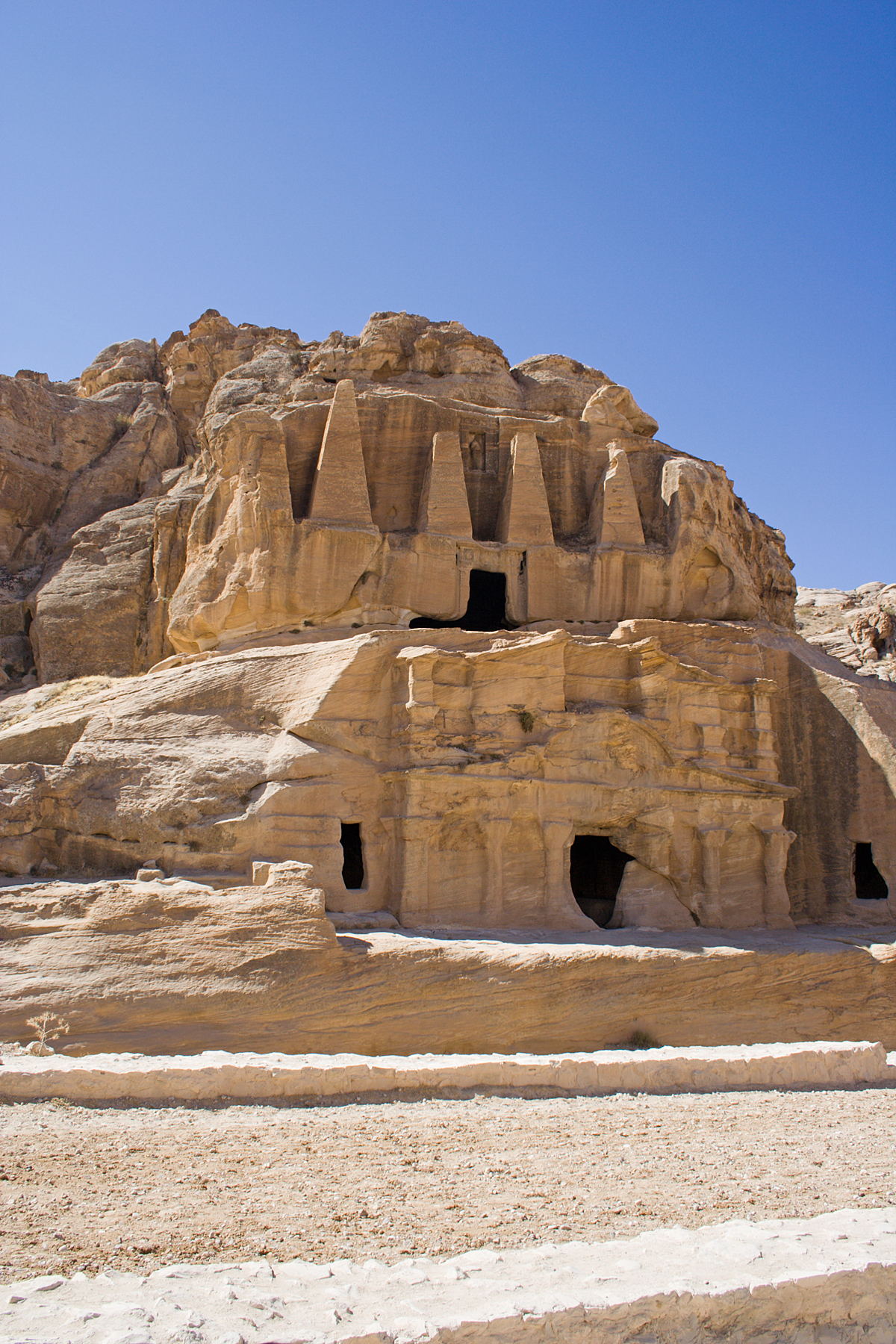
Graftomben in Petra (Jordanië)

Het jaar 551 is het 51e jaar in de 6e eeuw volgens de christelijke jaartelling.

## Gebeurtenissen

### Byzantijnse Rijk
- Keizer Justinianus I benoemd Narses tot opperbevelhebber en vertrekt met een Byzantijns expeditieleger (35.000 man) naar Italië. De troepenmacht bestaat voornamelijk uit verschillende bevolkingsgroepen; Longobarden, Herulen, Gepiden, Hunnen, Bulgaren en zelfs elite Perzische eenheden (clibanarii).
- Mei - Justinianus I dwingt paus Vigilius in een synode de "Drie Hoofdstukken" te veroordelen. Dit vormt een religieuze breuk tussen de monofysieten en de nestorianen in het Midden-Oosten.
- Zomer - Gotische Oorlog: Narses arriveert in Venetië, de stad is door overstromingen afgesneden van het vasteland en stuurt Langobardische huurlingen over zee naar de Ravenna. Koning Totila heeft met steun van Theudowald, koning van Austrasië, een Gotisch-Franken leger (50.000 man) verzameld in de Po-vlakte (Noord-Italië).
- Slag bij Senigallia: De Byzantijnse vloot (50 schepen) vernietigt bij Senigallia de Goten aan de Adriatische kust. Dit markeert het einde van de Gotische suprematie in de Middellandse Zee.
- De Byzantijnen veroveren de strategisch gelegen stad Petra op de Perzen.
- Berytus (Beiroet) wordt vrijwel volledig verwoest door een aardbeving en een tsunami. De beving heeft een kracht van 7,6 op de schaal van Richter. Tijdens de catastrofe worden ruim 30.000 mensen gedood.

### Europa
- Athanagild, Visigotische edelman, komt in opstand in Hispania. Er breekt een burgeroorlog uit en hij stuurt een delegatie naar Constantinopel, met het verzoek om militaire steun te sturen.

## Overleden
- 16 juni - Aurelianus van Arles (28), Frankisch aartsbisschop
- 12 september - Sacerdos van Lyon (64), Frankisch aartsbisschop